# إميليو سيمونسين
إميليو سيمونسين (بالدنماركية: Emilio Simonsen)‏ هو لاعب كرة قدم دنماركي في مركز نصف الجناح، ولد في 31 أكتوبر 1999 في الدنمارك في مملكة الدنمارك. لعب مع نادي لينغبي.